# Клінічна ординатура
Клінічна ординатура, ординатура клінічна — вища форма підвищення кваліфікації лікарів-спеціалістів з певного фаху у вищих медичних закладах освіти III–IV рівнів акредитації, закладах післядипломної освіти та клінічних науково-дослідних інститутах, центрах. Вказані заклади знаходяться у підпорядкуванні Міністерства охорони здоров'я України, окрім медичного інституту Сумського державного університету та медичного факультету Ужгородського національного університету — підпорядкування Міністерству освіти і науки України.
Клінічна ординатура забезпечує одержання лікарем вищої кваліфікації на основі раніше здобутої освіти у вищому медичному закладі освіти III–IV рівнів акредитації і закладах післядипломної освіти та набутого досвіду практичної роботи лікарем-спеціалістом з певного фаху. Основним завданням клінічної ординатури є поглиблення професійних знань, підвищення рівнів умінь та навичок лікаря-спеціаліста за його лікарським фахом з метою підготовки висококваліфікованого лікаря для самостійної роботи в закладах охорони здоров'я.